# Siječanj
Siječanj (lat. Ianuarius) prvi je mjesec godine po gregorijanskom kalendaru.
Ima 31 dan.

## Etimologija riječi
Nesigurno je podrijetlo ovog naziva. Najčešće je zastupljena teza o izvođenju naziva ovog mjeseca iz sječe drva, no protiv te pretpostavke mogla bi biti činjenica da postoji dijalektalni naziv svečan, svičen, sičan, što ne bi imalo veze sa sječom. Stariji nazivi za ovaj mjesec u nekim hrvatskim krajevima bili su: malobožicnjak (prema blagdanu Bogojavljenja), pavlovščak (po blagdanu obraćenja sv. Pavla, 25. siječnja), prezimec. Tradicionalni slovenski naziv za veljaču glasi svečan, a u nekim krajevima i sečan.
Latinsko ime mjeseca dolazi od grčke riječi Ιανουαριος i latinske riječi Iānuārius. Nazvan je po rimskom bogu svakog početka vrata i ulaza, sunca i svjetlosti, obično prikazivan s dva lica koja gledaju na dvije suprotne strane - Janusu. 
Siječanj i veljača su posljednja dva mjeseca dodana, te ih nema Rimskom kalendaru jer su u starom Rimu smatrali da je zima bez mjesečnih perioda (bio je 11. mjesec u godini).

## Vanjske poveznice

### Sestrinski projekti
|  | Zajednički poslužitelj ima stranicu o temi Prikazi mjeseca    |
|  | Zajednički poslužitelj ima još gradiva o temi Prikazi mjeseca |
|  | Wječnik ima rječničku natuknicu siječanj                      |